# Bolszoj Karaj
Bolszoj Karaj (ros. Большой Карай) – wieś (sieło) w Rosji, w obwodzie saratowskim, w rejonie romanowskim. W 2010 liczyła 1712 mieszkańców.